# ألبرت ويلسون (ممثل)
ألبرت ويلسون (بالإنجليزية: Al Wilson)‏ هو ممثل أمريكي، ولد في 1 ديسمبر 1895 في الولايات المتحدة، وتوفي في 5 سبتمبر 1932 بكليفلاند في الولايات المتحدة.

## وصلات خارجية
- ألبرت ويلسون على موقع IMDb (الإنجليزية)
- ألبرت ويلسون على موقع قاعدة بيانات الفيلم (الإنجليزية)